# إرنست هيل
إرنست هيل (بالإنجليزية: Ernest Hill)‏ هو عازف جاز أمريكي، ولد في 14 مارس 1900 في بيتسبرغ في الولايات المتحدة، وتوفي في 16 سبتمبر 1964 في نيويورك في الولايات المتحدة.

## وصلات خارجية
- إرنست هيل على موقع ميوزك برينز (الإنجليزية)
- إرنست هيل على موقع أول ميوزيك (الإنجليزية)